# Морис дьо Сюли
Морис дьо Сюли (на френски: Maurice de Sully; * ок. 1110, Сюли-сюр-Лоара; † 11 септември 1196, Париж) е френски епископ на Париж от 1160 г. и инициатор на строителството на катедралата „Парижката Света Богородица“.

## Живот
Ражда се в обикновено семейство на селяни (около Орлеан). Около 1140 г. се мести в Париж, където учи необходимите науки за духовна кариера. Скоро става известен как професор по богословие и красноречив проповедник. В 1159 г. Морис става архидякон на Париж, а на 12 октомври 1160 г. по инициатива на крал Луи VII е посветен в епископ на Париж.
Той провежда широка строителна дейност. По негово предложение започва масивното строителство на католическата катедрала Нотърдам.
Морис дьо Сюли се ползва с доверието както на краля Луи VII, така и на неговия син Филип II Огюст.
Макар до самата си смърт да остава епископ на Париж, в края на живота си се оттегля и усамотява в манастира „Свети Виктор“, където умира. Негов приемник става Одо дьо Сюли.